# Platyptilia naminga
Platyptilia naminga is een vlinder uit de familie van de vedermotten (Pterophoridae). De wetenschappelijke naam van de soort is voor het eerst geldig gepubliceerd in 1996 door Ustjuzhanin. 
De vlinder komt voor in de Russische kraj Transbaikal en is vernoemd naar het bergriviertje Naminga (zijrivier van de Kemen, stroomgebied van de Tsjara, die door het noorden van dit gebied stroomt, door de bergketen Oedokan.